# Horthy István (Sharif)
Ifj. nagybányai Horthy István (Budapest, 1941. január 17. –) muszlim neve szerint Sharif Horthy, Horthy István repülőtiszt és gróf Edelsheim-Gyulai Ilona egyetlen gyermeke, vitéz nagybányai Horthy Miklós kormányzó unokája. Fizikus, építészmérnök.

## Élete
Édesapja, vitéz nagybányai Horthy István 1940. április 27-én vette feleségül marosnémeti és nádaskai gróf Edelsheim-Gyulai Ilonát, gróf Edelsheim-Gyulai Lipót és verőczei gróf Pejachevich Gabriella leányát. Két évvel később, 1942. augusztus 20-án reggel 5 óra 07 perckor a szovjet fronton pilótaként szolgáló Horthy István repülőgépével lezuhant és szörnyethalt.
„VÉGRENDELET
vitéz nagybányai Horthy István, Magyarország Kormányzóhelyettese, budapesti /: Királyi Várpalota:/ lakos elhatároztam, hogy személyesen is részt veszek a harcban, amely magyar hazám és nemzeti létünk fennmaradását hivatott minden megsemmisítő idegen törekvéssel szemben biztosítani.
Mielőtt a harctérre indulnék, a mai napon, az alulírott helyen és időben, összes vagyonom felől, halálom esetére, - a következő végrendeletet teszem:
A kenderesi 3893 sz. tkvi. Betétben felvett és megboldogult nővéremtől örökölt ingatlanokat, valamint a katymári 3993. és 3994. sz. tkvi. betétben felvett és nagybátyámtól örökölt ingatlanokat fiam, ifj. nagybányai Horthy István örökölje.
A katymári 3604, 3931, 3932, 3961 és 3962. sz. tkvi. betétben felvett és nagybátyámtól örökölt ingatlanok tekintetében végrendelkezési jogom utóöröklési joggal korlátozva van, ennélfogva ez ingatlanok tekintetében a bácsalmási királyi járásbíróság 1938. évi január hó 10. napján kelt Pk. 7803/9/1937. sz. hagyatékátadó végzés kiegészítő részét képező hagyatéki tárgyalási jegyzőkönyv örökösödési részének első pontja szerint örökösömül elsőszülött fiamat, ifj. Horthy Istvánt rendelem azzal, hogy utána ezen ingatlanokat első fiúszülöttségi jogon való öröklési rend szerint fiú utódai, ezek nem létében, pedig a fentebb megjelölt okiratban megszabott öröklési rend szerint tovább megnevezett örökösök örököljék….
Fiam nevelése tekintetében kívánom, hogy szüleim illetőleg a végrendeleti végrehajtó tanácsi, netáni elhatározási figyelembe vétessenek.
Kelt Budapesten, 1942. évi június 6. napján.
Horthy István”
ifj. Horthy Istvánt 1944-ben Nyugatra hurcolták a németek a Horthy család tagjaival együtt. Gyermekéveit a portugáliai Estorilban töltötte. Mérnöki tanulmányai során Oxfordban csatlakozott a Szubud mozgalomhoz. 1960. szeptember 17-én megházasodott, első felesége Henrietta Josephine Chamberlain (London, 1932. július 15.).
Gyermekeik:
- Leonhard István, (London, 1961. szeptember 1.)
- Ilona Linda, (London, 1963. augusztus 4.)
- Henry, (London, 1965. július 29.)
- Marianne, (London, 1967. július 14.)
- Stuart, (London, 1971. június 28.)

1965-ben felvette az iszlám vallást. Egy darabig Indonéziában élt, napjainkban második, indonéz feleségével együtt az Egyesült Királyságban él.